# Lucio Emilio Mamercino (tribuno consolare 389 a.C.)
Lucio Emilio Mamercino (Roma, ... – ...; fl. IV secolo a.C.) è stato un politico e militare romano del V secolo a.C..

## Primo tribunato consolare
Nel 391 a.C. fu eletto tribuno consolare con Lucio Furio Medullino, Servio Sulpicio Camerino, Lucio Lucrezio Tricipitino Flavo, Agrippa Furio Fuso e Gaio Emilio Mamercino.
A Lucio Lucrezio e Gaio Emilio fu affidata la campagna contro Volsinii, e ad Agrippa Furio e Servio Sulpicio quella contro i Salpinati, interrotte a causa della pestilenza che si era abbattuta su Roma.
I Romani ebbero facilmente il sopravvento sui Volsinii durante la prima e unica battaglia campale, e iniziarono a razziarne il territorio, fino a che i Volsinii non ottennero una tregua ventennale, in cambio della restituzione di quanto razziato ai romani l'anno precedente, e la paga dei soldati romani per quest'anno.
I Salpinati, avuta notizia della disfatta degli alleati, si ritirarono nelle proprie roccaforti, lasciando il proprio territorio indifeso davanti alle razzie dei romani.
Fu durante questo tribunato che Marco Furio Camillo, accusato dal tribuno della plebe Lucio Apuleio, di aver distribuito in modo ingiusto il bottino bellico conseguito dalla presa di Veio, decise di andare in esilio volontario ad Ardea.
Intanto i Galli Senoni, condotti da Brenno, cingono d'assedio Chiusi, che invia degli ambasciatori a Roma, per chiederne l'aiuto.

## Secondo tribunato consolare
Nel 389 a.C. fu eletto tribuno consolare con Lucio Valerio Publicola, Lucio Verginio Tricosto, Aulo Manlio Capitolino, Publio Cornelio e Lucio Postumio Albino Regillense.
Durante il tribunato i romani, condotti da Marco Furio Camillo, nominato dittatore per la tereza volta, sconfissero i Volsci, che firmarono la resa dopo 70 anni di combattimenti, gli Equi e gli Etruschi, che avevano assediato la città alleata di Sutri.
A Lucio Emilio Furio Camillo affidò il comando di un contingente di soldati, stanziati a Veio, per fronteggiare un eventualle attacco etrusco, mentre il dittatore conduceva le campagne contro Volsci ed Equi.

## Terzo tribunato consolare
Nel 387 a.C. fu eletto tribuno consolare con Lucio Papirio Cursore, Lucio Valerio Publicola, Gneo Sergio Fidenate Cosso e Licinio Menenio Lanato.
I tribuni della plebe riproposero la questione dell'assegnazione dell'agro Pontino strappato ai Volsci e vennero create 4 nuove tribù, la Stellatina, la Tromentina, la Sabatina e la Arniense, portando il numero totale delle tribù a venticinque.

## Quarto tribunato consolare
Nel 383 a.C. fu eletto tribuno consolare con Servio Sulpicio Rufo, Lucio Valerio Publicola, Aulo Manlio Capitolino, Lucio Lucrezio Tricipitino Flavo e Marco Trebonio.
A Roma arrivarono diverse notizie di ribellioni; dai soliti Volsci, dai Prenestini, oltre che dagli abitanti di Lanuvio, cui fu dichiarata guerra, che però non poté essere condotta quell'anno, per la carestia e la peste che avevano colpito Roma.

## Quinto Tribunato consolare
Nel 382 a.C. fu eletto tribuno consolare con Spurio Papirio Crasso, Lucio Papirio Crasso, Servio Cornelio Maluginense, Quinto Servilio Fidenate e Gaio Sulpicio Camerino.
Lucio e Spurio comandarono le legioni romane che sconfissero gli abitanti di Velletri, e i contingenti di Prenestini, giunti per aiutarli, mentre a Lucio, con gli altri tribuni, fu dato il comando delle forze lasciate a Roma, a difesa della città.